# Vintage Trouble
Vintage Trouble, abreviado como VT o estilizado como ¥, es una banda estadounidense de blues rock originaria de Los Ángeles, California, formada en 2010. Está integrada por Ty Taylor (voz), Nalle Colt (guitarra), Rick Barrio Dill (bajo) y Richard Danielson (batería). El sonido de la banda ha sido descripto como una mezcla entre blues, soul y rock and roll, principales géneros musicales de los años cincuenta y sesenta, con el mismo Ty Taylor agregando «imagina a James Brown cantando para Led Zeppelin y te harás una idea de nuestro sonido».
Alcanzaron popularidad tras lanzar su álbum debut The Bomb Shelter Sessions (2011), participar en festivales tales como el Glastonbury, Austin City Limits y Lollapalooza, y ser teloneros de bandas como The Rolling Stones, The Who y AC/DC.

## Historia

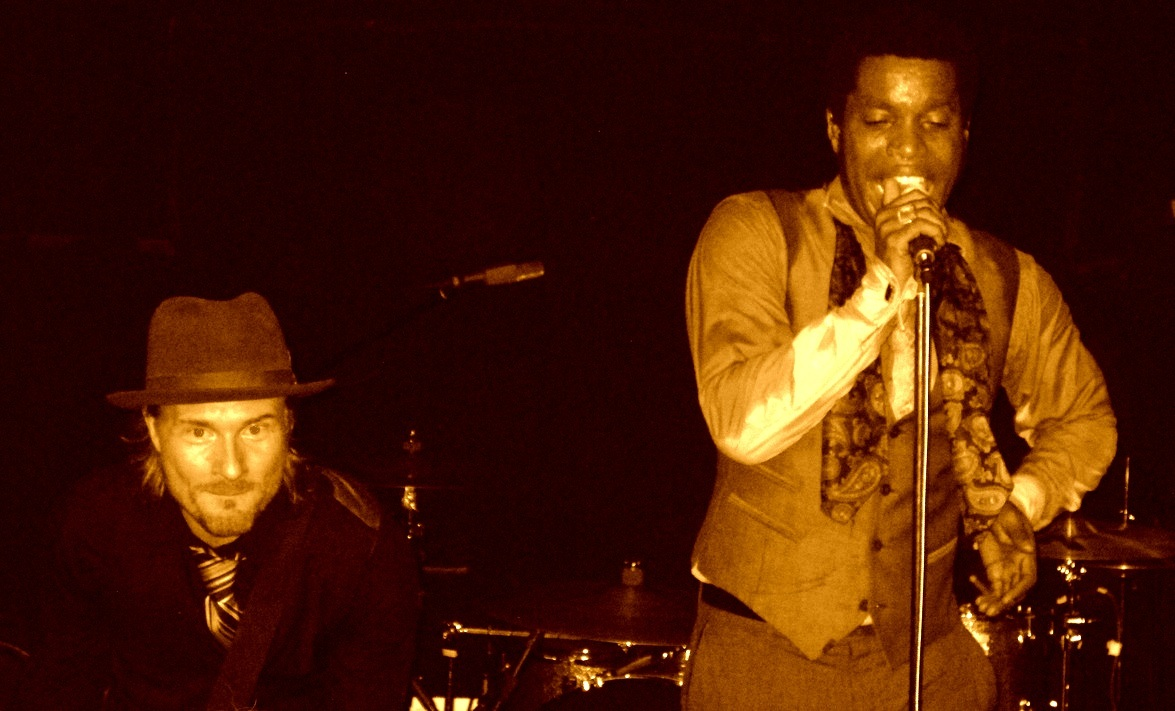
Vintage Trouble durante un concierto en York, Inglaterra, en 2011.

El grupo se formó en Venice Beach, Los Ángeles, integrado inicialmente por Ty Taylor y Nalle Colt, tras construir un estudio de música bastante básico en su casa. Invitaron a unirse a la formación a Rick Barrio Dill, amigo de ambos, para tocar el bajo y, más tarde, se unió Richard Danielson como batería. Taylor dijo en Billboard: «Nos juntamos en 2010 [...] éramos amigos y nos conocíamos [de diferentes ámbitos] antes de formar la banda».[cita requerida]
Empezaron a crear material en la zona de Laurel Canyon de Los Ángeles; tras solo dos semanas de ensayos a principios de 2010, el grupo comenzó a tocar en espectáculos locales y tabernas clandestinas nocturnas. Con el objetivo de emular la música soul de mediados del siglo XX y utilizar las técnicas de grabación de la época, realizaron una grabación de tres días, de la que surgieron doce nuevas canciones para el álbum The Bomb Shelter Sessions, con sencillos como «Grace», «Nancy Lee», «Still & Always Will» o «Blues Hand Me Down», encaminados a producir un sonido que recuerda a la época de los discos de vinilo y los Juke joints. El álbum fue producido por Peter McCabe, coproducido por ellos mismos y mezclado por Rogers Masson.
En un principio presentaron su música fuera de los Estados Unidos, como parte de una estrategia concebida por el director Doc McGhee: «Decidimos ir a Europa primero, y cuando fuéramos aceptados allí, tendríamos una historia para compartir aquí. Eso es básicamente lo que pasó».
De mayo a septiembre de 2015 los Vintage Trouble fueron la banda telonera de AC/DC en su Rock or Bust World Tour, gira que los llevó por Europa y América del Norte. Tras esto se embarcaron en su propia gira por Estados Unidos y algunos países europeos hasta fin de año, y se presentaron en el festival Austin City Limits de Texas en octubre del mismo año. En el marzo de 2016 viajaron por segunda vez a Sudamérica para tocar en las ediciones brasileña, argentina y chilena del Lollapalooza, además de realizar un concierto extra en São Paulo.

## Miembros
- Ty Taylor - voz
- Nalle Colt - guitarra, coros
- Rick Barrio Dill - bajo, coros
- Richard Danielson - batería, percusión, coros

## Discografía
Álbumes de estudio
- 2011: The Bomb Shelter Sessions
- 2014: The Swing House Acoustic Sessions
- 2015: 1 Hopeful Rd.
- 2018: Chapter II, ep 1.